# Мянгаты
Мянга́ты, минга́ты (монг. мянгад) — один из монгольских народов, относящихся к ойратской группе. Потомки средневековых мянганов (мянгатов) — племени, образованного вначале как военная единица во времена Чингисхана.

## Этноним
Название мянгад произошло от монгольского числительного мянга(н) — «тысяча», с присоединением аффикса -д стало мянгад. При этом следует отметить, что в некоторых случаях использовалось прежнее название — мянган.

## История
Впервые племя мянган появилось в Восточной Монголии, когда в XIII-XIV вв. по всей стране существовала тысячная система. После своего появления часть людей из племени мянгад перекочевали на запад, а оставшиеся в Восточной Монголии носили разные названия и прозвища и, разделившись впоследствии, осели в Ордосе среди хорчинов во Внутренней Монголии. Род мянган или мянгад в древности определял направления перекочевок (миграций) из Восточной Монголии на запад.
Из исторических сочинений известно, что в конце XVII — середине XVIII вв. среди монголов в разных местах и в отдалении друг от друга проживало племя мянгад. В XVIII в. они были зафиксированы среди ойратов, западных халхов и тувинцев. Основная часть мянгатов с конца XVI по XVII вв. обосновалась у устья р. Кемчик, восточной части Танну и западного побережья озера Хубсугул. Об их местопребывании в устье р. Кемчик известно из сведений русских послов Василия Тюменца и Ивана Петлина, встретившихся в XVII в. с хотогойтским Алтан-ханом Шолоем Убаши.
В конце XVII — начале XVIII вв. ойраты напали на Танну-Ула и часть территории Южной Сибири, захватили некоторые племена и взимали с них поборы. В то время ойратские правители, отторгнув часть мянгатов, живших в верхнем течении р. Кемчик, перевели их на свои земли — на Алтай. Из них и образовали подвластный Джунгарскому ханству отдельный оток. В XVIII в. мянгатский оток состоял из 3000 семей и управлялся назначенными ханом двумя зайсанами. В начале XVIII в. мянгатский оток обосновался на землях к северу от озера Тэнгэс и устья р. Жултас и был обязан нести военную повинность и дань джунгарскому хану.
В период завоевания в середине XVIII в. Джунгарии Цинами большинство населения мянгатского отока было вырезано цинскими войсками, а спасшиеся попали к монголоязычным урянхайцам Алтая. С этого времени и до начала XX в. они составляли мянгатский сомон в хошуне Западного амбаня алтайских урянхайцев Кобдоского округа. Их потомки ныне живут в сомонах Мөнххайрхан и Дуут Кобдоского аймака Монголии и считают себя представителями рода мянгад.
Часть мянгатов, обитавших в верхнем течении р. Кемчик, попав под власть хотогойтских правителей, стала также именоваться мянгатским отоком и, видимо, до 1750-х годов находилась под управлением Чингунжава. С подавлением цинскими правителями антиманьчжурского восстания Чингунжава мянгатский оток был разделен на две части: одну часть Цины отдали хошуну Далай дзасака Доржцэдэну, а другую — служившему маньчжурам тайджи второй степени Чавагжаву, образовав в составе Дзасагтухановского аймака один хошун, который по численности населения не дотягивал до уровня сомона из 150 семей. Хошун, созданный в конце 1756 г., именовался хошуном Мэргэн дзасака, который в 1918 г. имел 152 семьи с населением 638 человек. В 1930-х годах из хошуна Мэргэн дзасака была образована часть сомона Төмөрбулаг современного Хубсугульского аймака. Так, часть населения мянгатского отока обустроилась среди хотогойтов современных сомонов Цагаан-Уул, Цэцэрлэг, Арбулаг, Бүрэнтогтох, Түнэл, Тосонцэнгэл, Их-Уул, Галт Хубсугульского аймака и сомонов Баян-Уул, Тэс, Баянхайрхан, Шилүүстэй Завханского аймака и сопредельных с ними сомонах под родовым названием мянгад.
Судьба другой части мянгатов, отданной Далай дзасаку Доржцэдэну, сложилась следующим образом: находившиеся под тяжестью повинностей хошунного дзасака мянгаты подали письменную жалобу на нойона, и для разрешения проблемы цинский наместник в Улясутае в 1766 г. перевел мянгатов на запад, выделив им земли на левом берегу р. Кобдо и у горы Алтан Хөхий уул. Так с 1766 г. часть мянгатов была подчинена цинскому наместнику в г. Кобдо в качестве самостоятельного хошуна, во главе которого цинские власти поставили «бүгдийн дарга» («управляющего всеми»), а не дзасака нойона.
В начале XIX в. в мянгатском хошуне насчитывалось один залан-занги, два сомонных занги, 300 сомонных подданных, 261 крепостных (хамджилга) и 168 лам. В 1931 г. из мянгатского хошуна был образован сомон Мянгад Кобдоского аймака Монголии, существующий по сей день. Род мянгад зафиксирован в сомонах Эрдэнэбүрэн, Булган, Дуут и Мөнххайрхан. Род мянгад существовал среди тувинцев, обитавших на северном склоне Танну-Ула. Они, видимо, представляли ту часть мянгатов, которые поселились у р. Кемчик в XVII в., так как некоторые кемчикские мянгаты не перекочевали к ойратам и хотогойтам, а остались на своей территории и проживали рядом с тувинцами. Со временем мянгаты смешались с тувинцами, утеряв монгольский язык.
Из источников известно, что в XVI в. среди восточных монголов были этнические группы мянгад или мянган. Так, в сочинении «Эрдэнийн товч» Саган Сэцэна сказано, что Гунбилэг-нойон (1506−1542), внук Батумунху Даян-хана, поделив своих подданных между девятью сыновьями, седьмому сыну Бадмасамбуу отдал цагад (цагаад) левого крыла ордосцев, мянгад, хоньчин, хуягчин. Так подданные Бадмасамбуу-нойона мянгаты обосновались в Ордосе, и нынешние ордосские мянгад являются, видимо, потомками мянгатов Бадмасамбуу-нойона. В источнике также отмечено, что сын Батумунху Даян-хана, Алчуболд, управлял асуд, шарнууд и дарай мянган. Из них дарай мянган впоследствии попали к белым татарам Внутренней Монголии. В XVI в. среди хорчинского племени, управляемого потомками Хасара, брата Чингисхана, находились этнические группы шинэ мянган и муу мянган, которые до начала XX в. подчинялись аристократам рода Хасара. Муу мянган ныне образуют хошун Дархан Муу Мянган в Уланцабском сейме Внутренней Монголии.
Часть мингатов (мянгатов) вошла в состав некоторых тюркских народов. Мингаты (мянгаты) входят в состав тувинцев. Племя минги отмечено в составе башкир (племя мин), киргизов, узбеков (племя минги), каракалпаков, ногайцев.

## Расселение
Род мянгад зарегистрирован в сомонах Мянгад, Эрдэнэбүрэн, Булган, Дуут и Мөнххайрхан Кобдоского аймака; в сомонах Цагаан-Уул, Цэцэрлэг, Арбулаг, Бүрэнтогтох, Түнэл, Тосонцэнгэл, Их-Уул, Галт Хубсугульского аймака; в сомонах Баян-Уул, Тэс, Баянхайрхан, Шилүүстэй Завханского аймака; в сомоне Жаргалтхаан Хэнтэйского аймака и сомонах Гурванбулаг, Баянбулаг, Хүрээмарал, Галуут, Баянлиг, Баянговь Баянхонгорского аймака.
В состав халха-монголов входит род мянган (мянгад). Род мянган включает ветви: их мянган, бага мянган. Род мянгад также отмечен в составе хотогойтов и ордосцев.
Во Внутренней Монголии отмечены следующие родовые названия: их мянган, муу мянган, дарай мянган, шинэ мянган. Также среди южных монголов упоминаются роды: мингнуд, минггагуд.
Носители родового имени минган (мянган) отмечены в составе некоторых этнических групп бурят: эхиритов, верхоленских и селенгинских бурят.

## Родовой состав
Современные мянгаты (мингаты) включают в себя три объединённых субэтноса — собственно мянгаты, басигиты и хиргисы. Состав собственно мянгатов: газарч, бошогт (бошого), товсон, уух, бааж, тавла (таваглаа), сала (салаа), анга, тумэт, тумам (тулам), дархчуул, барга, сээрдээ, чулуу, цахир (цахар), мурчуу, дархад, борт (бурд). Этнический состав басигитов: онхот, хуулар, борт (бүрд), цагаан шувуу (их малгайт), зазгар, хухнууд, дучин дурэв, цэлх, шудгуй, авгас, жалавч, ээмдээ, ханд, тогооч, мунгэ (мууну), шолог, гахай, оготор, бургэд, хятад (хитан). В составе хиргисов: хар хиргис, шар хиргис, модон хиргис. В составе мянгатов также известны роды уйгур, хасаг.